# Řády, vyznamenání a medaile Německé demokratické republiky

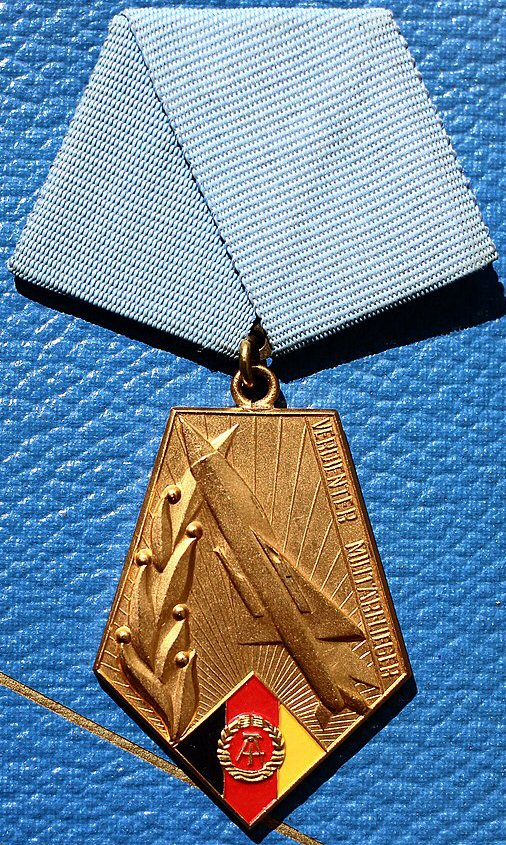
Zasloužilý vojenský pilot Německé demokratické republiky

Systém státních vyznamenání Německé demokratické republiky (NDR) byl založen v roce 1949. Všechna vyznamenání založená před rokem 1945 byla zrušena a byl vytvořen nový systém částečně inspirovaný sovětským systémem státních vyznamenání. Po znovusjednocení Německa v roce 1990 nebylo nošení východoněmeckých vyznamenání zakázáno, s výjimkou těch, která byly považována za porušení veřejného pořádku. Jednalo se například o vyznamenání Stasi, pohraničních jednotek, Volkspolizei, Svobodné německé mládeže aj.
Podobně jako v jiných socialistických zemích, i v NDR se státní vyznamenání udílela nejen jednotlivcům a vojenským jednotkám, ale i dalším organizacím a kolektivům.

## Nejvyšší čestné tituly
- Hrdina NDR (Held der DDR) – Toto vyznamenání bylo založeno dne 28. října 1975. Udíleno bylo za hrdinské činy při službě zemi a lidu.[3]
- Hrdina práce (Held der Arbeit) – Toto vyznamenání bylo založeno dne 19. dubna 1950. Udíleno bylo za podporu socialistického hospodářství, zejména v průmyslové a zemědělské oblasti.[4]

## Státní ceny

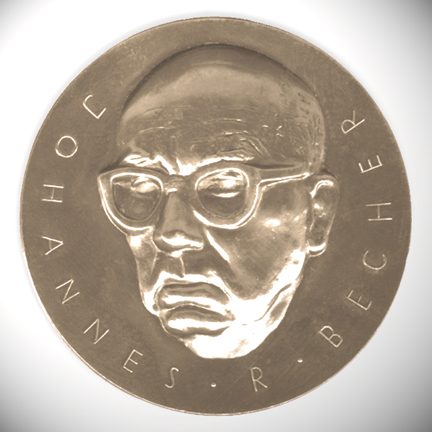
Medaile Johannese R. Bechera

- Národní cena NDR (Nationalpreis der DDR) – Toto vyznamenání bylo založeno v roce 1949. Udíleno bylo za vědecké, umělecké a jiné významné úspěchy.[5]
- Cena Heinricha Greifa (Heinrich-Greif-Preis) – Toto vyznamenání bylo založeno v roce 1951. Udíleno bylo za vynikající úspěchy v socialisticko-realistickém filmu a televizi.[6]
- Lessingova cena (Lessing-Preis) – Toto vyznamenání bylo založeno roku 1955. Udíleno bylo za vynikající díla v oblasti jevištní poezie a v oblasti teorie umění a umělecké kritiky, které přispěly k rozvoji literatury.[7]
- Cena za uměleckou lidovou tvorbu (Preis für künstlerisches Volksschaffen) – Toto vyznamenání bylo založeno v roce 1955. Udíleno bylo za mimořádné nové výtvory a umělecké interpretace.[8]
- Cena Heinricha Heineho (Heinrich-Heine-Preis) – Toto vyznamenání bylo založeno v roce 1956. Udíleno bylo za mimořádná lyrická díla a díla literární žurnalistiky.
- Ćišinského cena (Ćišinski-Preis) – Toto vyznamenání bylo založeno dne 28. července 1956. Udílena byla ministrem kultury NDR za rozvoj kultury a literatury Lužických Srbů a za rozvoj lužické srbštiny.[9]
- Cena Carla Blechena (Carl-Blechen-Preis) – Toto vyznamenání bylo založeno v roce 1956.
- Medaile Johannese R. Bechera (Johannes-R.-Becher-Medaille) – Toto vyznamenání bylo založeno v roce 1961. Udíleno bylo za rozvoj národní socialistické kultury.[10]
- Cena za umění Německé demokratické republiky (Kunstpreis der Deutschen Demokratischen Republik) – Toto vyznamenání bylo založeno v roce 1959. Udíleno bylo za mimořádnou kreativitu a interpretační úspěchy ve výtvarném umění, kině, televizi a rozhlase.[11][12]
- Cena Rudolfa Virchowa (Rudolf-Virchow-Preis) – Toto vyznamenání bylo založeno v roce 1960. Udíleno bylo za speciální úspěchy na poli zdravotnické literatury, technologie a výroby.[13]
- Cena Gutse Muthse (GutsMuths-Preis) – Toto vyznamenání bylo založeno v roce 1961. Udíleno bylo za vědecké úspěchy na poli sportovní vědy a medicíny.
- Cena Friedricha Engelse (Friedrich-Engels-Preis) – Toto vyznamenání bylo založeno v roce 1970. Udíleno bylo ve třech třídách za mimořádné vědecké a organizační úspěchy při posilování národní obrany.[14]
- Cena Theodora Körnera (Theodor-Körner-Preis) – Toto vyznamenání bylo založeno v roce 1970. Udíleno bylo za mimořádné úspěchy vytváření nebo interpretaci uměleckých děl, která přispěla k posílení prestiže ozbrojených sil NDR.[10]
- Cena za architekturu Německé demokratické republiky (Architekturpreis der Deutschen Demokratischen Republik) – Toto vyznamenání bylo založeno v roce 1976. Udíleno bylo za významné úspěchy v oblasti architektury.
- Cena za design Německé demokratické republiky (Designpreis der Deutschen Demokratischen Republik) – Toto vyznamenání bylo založeno v roce 1978. Udíleno bylo za významný přínos v rostoucí hospodářské produktivitě.
- Cena Jacoba a Wilhelma Grimmových (Jacob-und-Wilhelm-Grimm-Preis) – Toto vyznamenání bylo založeno v roce 1978. Udílen bylo za rozvoj německého jazyka a německých studií v zahraničí.

## Řády

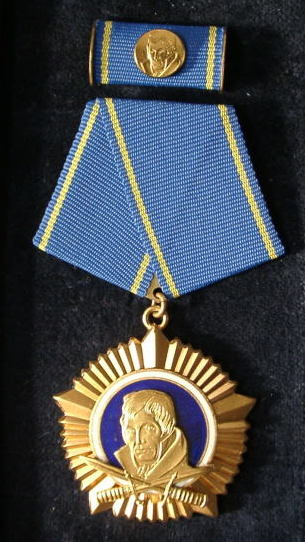
Scharnhorstův řád

- Řád Karla Marxe (Karl Marx Orden) – Tento řád byl založen dne 3. května 1953. Udílen byl za mimořádné zásluhy o rozvoj socialismu.[15]
- Řád Za zásluhy o vlast (Vaterländischer Verdienstorden) – Tento řád byl založen dne 21. května 1954. Udílen byl za zvláštní služby státu a společnosti.[16]
- Řád praporu práce (Banner der Arbeit) – Tento řád byl založen dne 4. srpna 1954. Udílen byl za vynikající výsledky po mnoho let, které zemi stabilizovaly a posílily a zejména za vysoké pracovní úspěchy v národním hospodářství.[17]
- Řád hvězdy přátelství národů (Stern der Völkerfreundschaft) – Tento řád byl založen dne 20. srpna 1959. Udílen byl za výjimečné zásluhy, které přispěly k porozumění a přátelství mezi národy a k zachování míru.[18]
- Blücherův řád (Blücher Orden) – Tento řád byl založen dne 13. října 1965. Udílen měl být za odvahu během války, ale nikdy nebyl nikomu udělen.[19]
- Scharnhorstův řád (Scharnhorst-Orden) – Tento řád byl založen dne 17. února 1966. Udílen byl za hlavní přínos k vylepšení ideologických principů NDR.[20]
- Bojový řád Za službu lidu a vlasti (Kampforden für Verdienste um Volk und Vaterland) – Tento řád byl založen dne 17. února 1966.
- Vojenský řád za zásluhy Německé demokratické republiky (Militärische Verdienstorden der Deutschen Demokratischen Republik) – Tento řád byl založen roku 1982. Udílen byl za zvláštní zásluhy o posílení přátelských vztahů o posílení přátelských vztahů a další rozvoj spolupráce mezi Národní lidovou armádou a armádami spřátelených zemí.[21]
- Řád za zásluhy Stasi (Verdienstorden des Ministeriums für Staatssicherheit) – Řád byl plánovaným, ale již nerealizovaným státním vyznamenáním NDR, které mělo být založeno roku 1990.
- Stauffenbergův řád (Stauffenberg-Orden) – Řád byl plánovaným, ale již nerealizovaným státním vyznamenáním NDR, které mělo být založeno roku 1990.

## Medaile

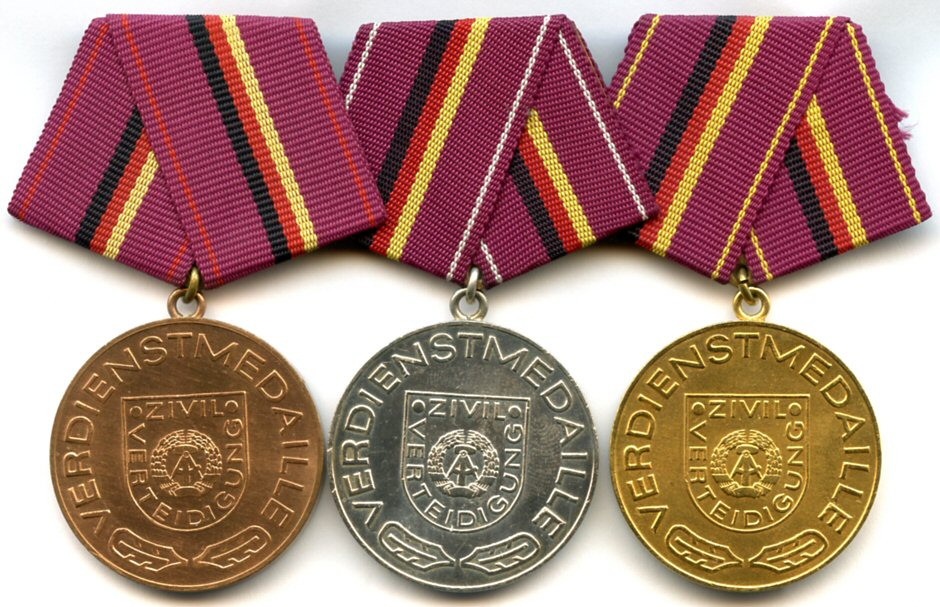
Medaile za zásluhy v civilní obraně

### Vojenská vyznamenání a vyznamenání paravojenských jednotek
- Čestné vyznamenání německé lidové policie (Ehrenzeichen der Deutschen Volkspolizei) – Toto vyznamenání bylo založeno dne 1. června 1949. Udíleno bylo za vynikající výsledky, za osobní statečnost a obětavost.[22]
- Čestné vyznamenání za vynikající výkon v požární ochraně (Ehrenzeichen für hervorragende Leistungen im Brandschutz) – Toto vyznamenání bylo založeno dne 10. února 1983. Udíleno bylo za příkladné výkony při zajišťování požární ochrany, za velkou statečnost při hašení požárů při ochraně životů občanů NDR, při předcházení velkým škodám, za významné výsledky ve vývoji požární ochrany v NDR a za mezinárodní spolupráci orgánů požární ochrany.[23]
- Medaile za příkladnou pohraniční službu NDR (Medaille für vorbildlichen Grenzdienst der Grenztruppen der DDR) – Tato medaile byla založena dne 28. května 1954. Udílena byla za příkladný výkon a osobní nasazení při zajišťování ochrany státní hranice NDR.[24]
- Medaile za vynikající výsledky v ozbrojených orgánech ministerstva vnitra (Medaille für ausgezeichnete Leistungen in den bewaffneten Organen des Ministeriums des Innern) – Tato medaile byla založena dne 4. června 1959. Udílena byla za vynikající plnění úkolů, zejména při posilování a konsolidaci NDR.[25]
- Medaile za vynikající výkon v bojových skupinách dělnické třídy (Medaille für ausgezeichnete Leistungen in den Kampfgruppen der Arbeiterklasse) – Tato medaile byla založena dne 6. října 1965. Udílena byla za zvláštní zásluhy o nasazení, rozvoj a konsolidaci bojových skupin Kampfgruppen der Arbeiterklasse, za vynikající výkon ve vedení a výcviku, za péči a údržbu vybavení a výzbroje.[26]
- Medaile za zásluhy v požární ochraně (Medaille für Verdienste im Brandschutz) – Tato medaile byla založena dne 24. srpna 1968. Udílena byla za vynikající výsledky, osobní statečnost a obětavé nasazení při plnění povinností požární ochrany při zajišťování národního hospodářství, jakož i života, zdraví a ochrany osobního majetku občanů NDR.[27]
- Medaile za vynikající službu Národní lidové armády (Verdienstmedaille der Nationalen Volksarmee) – Tato medaile byla založena dne 1. června 1956. Udílena byla za mimořádné zásluhy a osobní připravenost při zvyšování obranyschopnosti a bojové připravenosti.[28]
- Medaile za zásluhy orgánů ministerstva vnitra (Verdienstmedaille der Organe des Ministeriums des Innern) – Tato medaile byla založena dne 15. června 1966. Udílena byla za zásluhy a osobní nasazení při zvyšování veřejného pořádku a bezpečnosti, při ochraně struktury socialismu v NDR a za konsolidaci německé lidové policie a ministerstva vnitra.[29]
- Medaile za zásluhy pohraničních jednotek Německé demokratické republiky (Verdienstmedaille der Grenztruppen der Deutschne Demokratischen Republik) – Tato medaile byla založena dne 25. října 1977. Udílena byla za vynikající výsledky a osobní obětavost při zachování bezpečnosti hranic NDR.[30]
- Medaile za zásluhy v bojových skupinách dělnické třídy (Verdienstmedaille der Kampfgruppen der Arbeiterklasse) – Tato medaile byla založena dne 25. září 1961. Udílena byla za věrné plnění povinností a uznání příkladných úspěchů v řadách bojových skupin dělnické třídy NDR.[31]
- Medaile za zásluhy v celní správě Německé demokratické republiky (Verdienstmedaille der Zollverwaltung der Deutschen Demokratischen Republik) – Tato medaile byla založena dne 12. května 1967. Udílena byla za služby při plnění povinností v celní správě, které přispěly k posílení NDR.[29]
- Medaile za zásluhy v civilní obraně (Verdienstmedaille der Zivilverteidigung) – Tato medaile byla založena dne 16. září 1970. Udílena byla příslušníkům civilní obrany, a to občanům NDR i cizincům, za zvláštní zásluhy při zvyšování operační připravenosti, vzdělávání a výcvik a při údržbě technického vybavení civilní obrany.[32]
- Medaile Za upevňování bratrství ve zbrani (Medaille der Waffenbrüderschaft) – Tato medaile byla založena dne 16. září 1970. Udílena byla za zásluhy o posílení vojenské spolupráce mezi spřátelenými socialistickými armádami.[33]
- Medaile za věrnou službu v kasárenské lidové policii (Medaille für treue Dienste in der Kasernierten Volkspolizei) – Tato medaile byla založena dne 28. dubna 1954. Tato medaile byla udílena za pět let poctivé, svědomité a věrné služby v ozbrojených orgánech NDR. V roce 1956 byla nahrazena Medailí za věrnou službu v Národní lidové armádě.[34]
- Medaile za věrnou službu v Národní lidové armádě (Medaille für treue Dienste in der Nationalen Volksarmee) – Tato medaile byla založena dne 1. června 1956. Udílena byla za dlouholetou oddanou službu v Národní lidové armádě.[35]
- Medaile za věrnou službu v pohraniční stráži Německé demokratické republiky (Medaille für treue Dienste in den Grenztruppen der Deutschen Demokratischen Republik) – Tato medaile byla založena dne 25. října 1977. Udílena byla za dlouholetou oddanou službu v pohraniční stráži NDR.[36]
- Medaile za věrnou službu v civilní obraně Německé demokratické republiky (Medaille für treue Dienste in der Zivilverteidigung der Deutschen Demokratischen Republik) – Tato medaile byla založena dne 25. října 1977. Udílena byla za dlouholetou oddanou službu v civilní obraně NDR.[37]
- Medaile za věrnou službu v ozbrojených orgánech ministerstva vnitra (Medaille für Treue Dienste in den bewaffneten Organen des Ministeriums des Innern) – Tato medaile byla založena dne 22. ledna 1959. Udílena byla za dlouholetou službu.[38]
- Medaile za věrnou službu v celní správě Německé demokratické republiky (Medaille für treue Dienste in der Zollverwaltung der Deutschen Demokratischen Republik) – Tato medaile byla založena dne 12. května 1967. Udílena byla za dlouhou svědomitou a věrnou službu v celní správě.[39]
- Medaile za věrnou službu v bojových skupinách dělnické třídy (Medaille für Treue Dienste in den Kampfgruppen der Arbeiterklasse) – Tato medaile byla založena dne 6. října 1965. Udílena byla za dlouholetou službu.[40]
- Medaile za věrné plnění povinností v civilní obraně NDR (Medaille für treue Pflichterfüllung in der Zivilverteidigung der DDR) – Tato medaile byla založena dne 25. října 1977. Udílena byla za dlouholetou oddanou službu v civilní obraně NDR.[41]
- Medaile za vojenské zásluhy Německé demokratické republiky (Militärische Verdienstmedaille der Deutschen Demokratischen Republik) – Tato medaile byla založena roku 1982. Udílena byla za zvláštní zásluhy o posílení přátelských vztahů a další rozvoj spolupráce mezi Národní lidovou armádou a armádami spřátelených zemí.[42]
- Medaile za účast v ozbrojených bojích německé dělnické třídy v letech 1918 až 1923 (Medaille für die Teilnahme an den bewaffneten Kämpfen der deutschen Arbeiterklasse in den Jahren 1918 bis 1923) – Tato medaile byla založena dne 15. srpna 1957. Udělena byla všem účastníkům ozbrojených bojů německé dělnické třídy.[43]
- Medaile doktora Racharda Sorgeho za bojové zásluhy (Dr.-Richard-Sorge-Medaille für Kampfverdienste) – Tato medaile byla plánovaným, ale již nerealizovaným státním vyznamenáním NDR.[44]
- Medaile za věrnou služub v německé lidové policii (Medaille für Treue Dienste in der Deutschen Volkspolizei) – Tato medaile byla založena dne 28. dubna 1955.

### Civilní vyznamenání

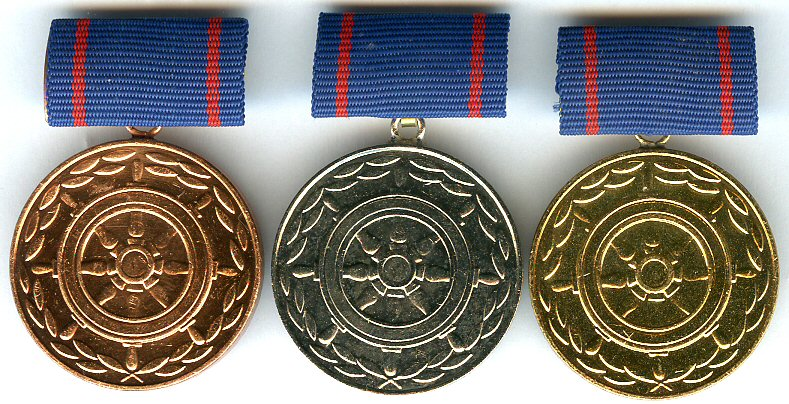
Medaile za věrnou službu v námořním průmyslu

- Medaile Za zásluhy NDR (Verdienstmedaille der DDR) – Tato medaile byla založena dne 4. června 1959. Udílena byl za zvláštní úspěchy a věrné plnění povinností při budování socialismu.[45]
- Medaile Hanse Beimlera (Hans Beimler Medaille) – Tato medaile byla založena dne 17. května 1956. Udílena byla za boj ve španělské občanské válce na straně republikánů.[46]
- Medaile bojovníků proti fašismu (Medaille für Kämpfer gegen den Faschismus 1933 bis 1945) – Tato medaile byla založena dne 22. února 1958. Udílena byla za zapojení se do odboje proti nacistickému režimu v letech 1933 až 1945.[47]
- Medaile za záchranu života (Lebensrettungsmedaille der DDR) – Tato medaile byla založena dne 28. května 1954. Udílena byla za záchranu lidského života s nasazením života vlastního.[48]
- Medaile za boj proti povodním v července 1954 (Medaille für die Bekämpfung der Hochwasserkatastrophe im Juli 1954) – Tato medaile byla založena dne 5. srpna 1954. Udílena byla za nezištnou pomoc, příkladnou práci a obětavost v boji proti povodním a při následných odklízení škod v Sasku, Krušných horách a v Halštrovských horách.[48]
- Medaile za nezištnou práci v boji proti katastrofám (Medaille für selbstlosen Einsatz bei der Bekämpfung von Katastrophen) – Tato medaile byla založena dne 15. srpna 1957. Udílena je za nezištnou obětavost, příkladnou pomoc a osobní obětování a také za další vynikající služby v oblasti prevence katastrof nebo boje proti nim a odstraňování jejich následků.[43]
- Medaile za vynikající výkon ve vodohospodářství NDR (Medaille für hervorragende Leistungen in der Wasserwirtschaft der Deutschen Demokratischen Republik) – Tato medaile byla založena dne 30. ledna 1975. Udílena byla za vynikající výkon a plnění úkolů stanovených pro vodohospodářství NDR a v souvislosti s dlouholetou praxí v této oblasti.[49]
- Pamětní medaile 20. výročí pozemkové reformy – demokratické pozemkové reformy (Erinnerungsmedaille 20. Jahrestag der Bodenreform – demokratische Bodenreform) – Tato medaile byla založena dne 27. července 1965. Udílena byla za zvláštní přínos k zavádění pozemkové reformy, zakládání zemědělských družstev nebo za přínos k socialistické transformaci zemědělství.[50]
- Čestná medaile 40. výročí NDR (Ehrenmedaille zum 40. Jahrestag der GDR) – Tato medaile byla založena dne 14. října 1988. Udílena byla za vynikající výsledky při vzniku a celkovém posílení NDR a za aktivní účast na budování socialistické společnosti.
- Medaile Hufelanda (Hufeland-Medaille) – Tato medaile byla založena dne 13. září 1958. Udílena byla za zvláštní zásluhy, příkladnou iniciativu a plnění předepsaných úkolů ve zdravotnictví a sociální službě NDR. Udílena byla i za mnoho let záslužné práce v těchto oblastech, jakož i v administrativě a v lékařských profesích.[51]
- Medaile doktora Theodora Neubauera (Dr. Theodor Neubauer Medaille) – Tato medaile byla založena dne 20. srpna 1959. Udílena byla za mimořádné zásluhy a úspěchy v rozvoji socialistického školství v NDR.[25]
- Medaile za zásluhy o námořní průmysl (Verdienstmedaille der Seeverkehrswirtschaft) – Tato medaile byla založena dne 1. července 1965. Udílena byla za příkladné pracovní úspěchy díky aktivnímu a obětavému nasazení nebo za dlouhodobou záslužnou činnost v oblasti námořní dopravy.[52]
- Medaile za zásluhy Německé pošty (Verdienstmedaille der Deutschen Post) – Tato medaile byla založena dne 19. listopadu 1970. Udílena byla za vynikající výsledky v rozvoji poštovního a telekomunikačního systému. Udílena byla i za služby zajišťující stálou provozní připravenost telekomunikačních systémů.[53]
- Medaile za zásluhy o německou železnici (Verdienstmedaille der Deutschen Reichsbahn) – Tato medaile byla založena dne 18. října 1956. Udílena byla za nezištnou službu, za vysoké pracovní úspěchy a za odvahu.[54]
- Medaile za zásluhy o Volkskontrolle NDR (Medaille für Verdienste in der Volkskontrolle der Deutschen Demokratischen Republik) – Tato medaile byla založena dne 12. února 1973. Udílena byla za dlouholetou příkladnou práci ve Volkskontrolle NDR a za vynikající výsledky při kontrole plnění usnesení vlády.[55]
- Pestalozziho medaile za věrnou službu (Pestalozzi-Medaille für treue Dienste) – Tato medaile byla založena dne 15. listopadu 1956. Udílena byla učitelům a vychovatelům odborných a vzdělávacích institucí NDR.[56]
- Medaile za věrnou službu dobrovolné pohraniční stráže Německé demokratické republiky (Medaille für Treue Dienste freiwilliger Helfer beim Schutz der Staatsgrenze der Deutschen Demokratischen Republik) – Tato medaile byla založena dne 5. prosince 1986. Udílena byla za dlouholetou službu.[57]
- Medaile za věrnou službu v civilním letectví (Medaille für treue Dienste in der zivilen Luftfahrt) – Tato medaile byla založena dne 13. září 1962. Udílena byla za dlouholetou službu v oblasti civilního letectví.[52]
- Medaile za věrnou službu o německou železnici (Medaille für treue Dienste bei der Deutschen Reichsbahn) – Tato medaile byla založena dne 18. března 1956. Udílena byla za dlouholetou službu v oblasti německé železnice.
- Medaile za věrnou službu ve zdravotních a sociálních službách (Medaille für Treue Dienste im Gesundheits und Sozialwesens) – Tato medaile byla založena dne 15. listopadu 1973. Udílena byla za dlouholetou službu v oblasti zdravotnictví a sociální služby.[55]
- Medaile za věrnou službu Německé poště (Treuedienstmedaille der Deutschen Post) – Tato medaile byla založena dne 13. října 1960. Udílena byla za dlouholetou službu v Německé poště.[31]
- Medaile za věrnou službu u sboru dobrovolných hasičů (Medaille für Treue Dienste in der Freiwilligen Feuerwehr) – Tato medaile byla založena dne 22. ledna 1959. Udílena byla za dlouholetou službu u sboru dobrovolných hasičů.[58]
- Medaile za věrnou službu v námořním průmyslu (Medaille für Treue Dienste in der Seeverkehrswirtschaft) – Tato medaile byla založena dne 1. července 1965. Přestala být udílena 21. září 1981. Udílena byla za dlouholetou službu v oblasti námořního průmyslu.[59]
- Medaile za mnoho let služby k posílení národní obrany NDR (Medaille für langjährige Pflichterfüllung zur Stärkung der Landesverteidigung der DDR) – Tato medaile byla založena dne 8. srpna 1974. Udílena byla za mnoho let služby zaměstnancům obranného průmyslu.[60]
- Humboldiho medaile (Humboldt-Medaille) – Tato medaile byla založena dne 13. února 1975. Udílena byla za příkladné plnění úkolů na vyšších a vysokých technických školách a také za dlouholetou věrnou službu.[61]
- Medaile za zásluhy o výkon spravedlnosti (Medaille für Verdienste in der Rechtspflege) – Tato medaile byla založena dne 14. srpna 1965. Byla udílena za zásluhy v oblasti socialistické justice.[50]
- Medaile Karla Liebknechta (Karl-Liebknecht-Medaille) – Tato medaile byla založena dne 18. června 1970. Udílena byla za vysoké výkony učňům. Udělena byla až po absolvování odborného výcviku.[32]
- Medaile za zásluhy v energetickém průmyslu Německé demokratické republiky (Medaille für Verdienste in der Energiewirtschaft der Deutschen Demokratischen Republik) – Tato medaile byla založena dne 6. dubna 1971. Udílena byla za dlouhou službu v energetickém průmyslu.[62]
- Medaile „Vzorný učňovský kolektiv v socialistické profesionální soutěži“ (Medaille „Vorbildliches Lehrlingskollektiv im sozialistischen Berufswettbewerb“) – Tato medaile byla založena dne 19. listopadu 1970.[27]
- Čestné vyznamenání za tělesnou kulturu a sport Německé demokratické republiky (Ehrenzeichen für Körperkultur und Sport der Deutschen Demokratischen Republik) – Tato medaile byla založena dne 23. července 1969. Udílena byla za vynikající služby a dlouholetou úspěšnou práci v rozvoji tělesné kultury a sportu v NDR.[32]
- Medaile za zásluhy v uhelném průmyslu Německé demokratické republiky (Medaille für Verdienste in der Kohleindustrie der Deutschen Demokratischen Republik) – Tato medaile byla založena dne 29. dubna 1972. Udílena byla za dlouholetou službu v uhelném průmyslu.[62]
- Medaile za vynikající výsledky v těžbě a v energetickém průmyslu Německé demokratické republiky (Medaille für hervorragende Leistungen im Bergbau und in der Energiewirtschaft der Deutschen Demokratischen Republik) – Tato medaile byla založena dne 30. ledna 1975. Udílena byla za vynikající výsledky jednotlivců za jejich příkladné nasazení a dlouholetou práci v této oblasti.[63]
- Medaile za vynikající výsledky v metalurgii Německé demokratické republiky (Medaille für hervorragende Leistungen in der Metallurgie der Deutschen Demokratischen Republik) – Tato medaile byla založena dne 30. ledna 1975. Udílena byla za vynikající výkon při plnění či překračování zadaných úkolů a za dlouholetou práci v této oblasti.[63]
- Medaile za vynikající výsledky v chemickém průmyslu Německé demokratické republiky (Medaille für hervorragende Leistungen in der Chemischen Industrie der Deutschen Demokratischen Republik) – Tato medaile byla založena dne 30. ledna 1975. Udílena byla za mimořádné úspěchy a mnohaletou záslužnou práci v této oblasti.[63]
- Medaile za vynikající výkon v kovozpracujícím průmyslu Německé demokratické republiky (Medaille für hervorragende Leistungen in der metallverarbeitenden Industrie der Deutschen Demokratischen Republik) – Tato medaile byla založena dne 30. ledna 1975. Udílena byla za mimořádné úspěchy a dlouholetou záslužnou práci v kovozpracujícím průmyslu.[64]
- Medaile za vynikající výkon v lehkém, potravinářském a výživovém průmyslu Německé demokratické republiky (Medaille für hervorragende Leistungen in der Leicht-, Lebensmittel- und Nahrungsgüterindustrie der Deutschen Demokratischen Republik) – Tato medaile byla založena dne 30. ledna 1975. Udílena byla za vynikající výsledky a dlouholetou záslužnou práci v této oblasti.[64]
- Medaile za vynikající výkon v dopravě Německé demokratické republiky (Medaille für hervorragende Leistungen im Verkehrswesen der Deutschen Demokratischen Republik) – Tato medaile byla založena dne 30. ledna 1975. Udílena byla za vynikající výkon při plnění plánovaných úkolů a také za aktivní nasazení a příkladnou práci.[64]
- Medaile za vynikající výkon v obchodu Německé demokratické republiky (Medaille für hervorragende Leistungen im Handel der Deutschen Demokratischen Republik) – Tato medaile byla založena dne 30. ledna 1975. Udílena byla za vynikající výkon a příkladnou práci při řešení ekonomických úkolů v domácím i zahraničním obchodu.[49]
- Medaile za vynikající výsledky v zemědělství a lesnictví Německé demokratické republiky (Medaille für hervorragende Leistungen in der Land- und Forstwirtschaft der Deutschen Demokratischen Republik) – Tato medaile byla založena dne 28. dubna 1977. Udílena byla za plnění a dlouholetou záslužnou práci v této oblasti.[65]
- Medaile 30. výročí založení NDR (Medaille 30. Jahrestag der Gründung der DDR) – Tato medaile byla založena dne 4. září 1978. Udílena byla za aktivní účast na rozvoji, vzniku a konsolidaci NDR.[36]
- Čestná medaile 40. výročí založení Německé demokratické republiky (Ehrenmedaille zum 40. Jahrestag der Deutschen Demokratischen Republik) – Tato medaile byla založena dne 14. října 1988. Udílena byla za mimořádné úspěchy při budování a všestranném posilování NDR.[66]
- Medaile za vynikající výsledky ve financích Německé demokratické republiky (Medaille für hervorragende Leistungen im Finanzwesen der Deutschen Demokratischen Republik) – Tato medaile byla založena dne 30. listopadu 1978. Udílena byla za vynikající výsledky a služby v této oblasti.[67]
- Medaile za zásluhy o umělecké dílo Německé demokratické republiky (Medaille für Verdienste im künstlerischen Volksschaffen der Deutschen Demokratischen Republik) – Tato medaile byla založena dne 26. srpna 1974. Udíleno bylo za zvláštní kulturní, politické a umělecké úspěchy v oblasti populární umělecké tvorby.[68]
- Medaile za vynikající výsledky v oblasti domácích a komunálních služeb Německé demokratické republiky (Medaille für hervorragende Leistungen im Bereich der haus- und kommunalwirtschaftlichen Dienstleistungen der Deutschen Demokratischen Republik) – Tato medaile byla založena dne 30. ledna 1975. Udílena byla za vynikající výsledky a dlouholetou záslužnou práci.[49]
- Medaile za vynikající výsledky v zemědělských výrobních družstvech Německé demokratické republiky (Medaille für hervorragende Leistungen in landwirtschaftlichen Produktionsgenossenschaften der Deutschen Demokratischen Republik) – Tato medaile byla založena dne 28. dubna 1977. Udílena byla za mimořádné úspěchy členům zemědělských výrobních družstev a dlouholetou záslužnou práci v dané oblasti.[65]
- Medaile za vynikající výsledky v národněhospodářském plánování Německé demokratické republiky (Medaille für hervorragende Leistungen in der Volkswirtschaftsplanung der Deutschen Demokratischen Republik) – Tato medaile byla založena dne 30. listopadu 1978. Udílena byla za vynikající výkon a vysoké nasazení a za dlouholetou záslužnou práci ve státním plánování.[69]
- Medaile Kurta Barthela (Kurt-Barthel-Medaille) – Tato medaile byla založena dne 2. dubna 1979. Udílena byla jako uznání zásluh vedoucím pracovníkům a zaměstnancům klubů mládeže, klubů a kulturních institucí, muzeí, knihoven a dalších institucí, které rozvíjely intelekt a kulturní život NDR.[70]
- Medaile Helene Weigel (Helene-Weigel-Medaille) – Tato medaile byla založena dne 21. října 1980. Udílena byla za mimořádné a příkladné úspěchy v socialisticko-realistickém umění.[71]
- Medaile za vynikající výsledky v geologii Německé demokratické republiky (Medaille für hervorragende Leistungen in der Geologie der Deutschen Demokratischen Republik) – Tato medaile byla založena dne 16. června 1983.[72]
- Medaile za zásluhy o lesnictví Německé demokratické republiky (Verdienstmedaille der Forstwirtschaft der Deutschen Demokratischen Republik) – Tato medaile byla založena dne 13. prosince 1984. Udílena za vynikající úspěchy v lesnictví a za mnoholetou práci v oboru.[73]
- Medaile Friedricha Wolfa (Friedrich-Wolf-Medaille) – Tato medaile byla založena dne 5. února 1988. Udílena byla za zvláštní úspěchy v oblasti výchovy ke zdraví.[74]
- Medaile Johannese Dobbersteina za službě ve veterinární službě NDR (Johannes-Dobberstein-Medaille für Verdienste im Veterinärdienst der DDR) – Tato medaile byla založena dne 10. září 1987. Udílena byla za mimořádné úspěchy ve veterinárním lékařství.[75]
- Medaile Carla Friedricha Wilhelma Wandera (Carl-Friedrich-Wilhelm-Wander-Medaille) – Tato medaile byla založena dne 5. března 1954.[76]
- Medaile Clary Zetkin (Clara-Zetkin-Medaille) – Tato medaile byla založena dne 18. února 1954. Udílena byla za mimořádné zásluhy o utváření vyspělé socialistické společnosti, zejména jako uznání pracujícím ženám, které reflektovalo nové sociální postavení žen v socialismu.[77]
- Medaile za vynikající výkon v soutěži (Medaille für ausgezeichnete Leistungen im Wettbewerb) – Tato medaile byla založena dne 1. listopadu 1953. Udílena byla za vysoké úspěchy a příkladnou iniciativu v socialistické soutěži.[78]
- Medaile za vynikající výsledky (Medaille für ausgezeichnete Leistungen) – Tato medaile se stala státním vyznamenáním dne 1. listopadu 1953. Udílena byla pracovníkům za vynikající výkon v oblasti administrativní práce.[78]
- Medaile za vynikající výsledky ve službě Německu (Medaille für hervorragende Leistungen im Dienst für Deutschland) – Tato medaile se stala státním vyznamenáním dne 24. července 1952. Udílena byla za mimořádné úspěchy při rekonstrukci Německa, zejména na území NDR.
- Medaile za vynikající výkon ve stavebnictví Německé demokratické republiky (Medaille für hervorragende Leistungen im Bauwesen der Deutschen Demokratischen Republik) – Tato medaile se stala státním vyznamenáním dne 5. října 1972. Udílena byla za mimořádné úspěchy a dlouholetou práci ve stavebnictví NDR.[79]
- Medaile „Za velmi dobrý výkon v socialistické profesionální soutěži“ (Medaille „Für sehr gute Leistungen im sozialistischen Berufswettbewerb“) – Tato medaile byla založena dne 19. listopadu 1970.[80]

## Čestné tituly

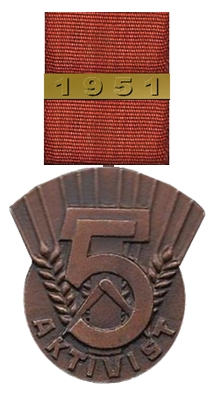
Aktivista pětiletého plánu

- Zasloužilý příslušník Stání bezpečnosti (Ehrentitel Verdienter Mitarbeiter der Staatssicherheit) – Toto vyznamenání bylo založeno dne 16. prosince 1969. Udíleno bylo za mimořádný přínos ochraně státu před zahraniční rozvědkou.[81]
- Zasloužilý vojenský pilot Německé demokratické republiky (Verdienter Militärflieger der Deutschen Demokratischen Republik) – Toto vyznamenání bylo založeno dne 1. srpna 1974. Udíleno bylo za vynikající službu jako vojenský pilot.[82]
- Zasloužilý lidový policista Německé demokratické republiky (Verdienter Volkspolizist der Deutschen Demokratischen Republik) – Toto vyznamenání bylo založeno dne 15. června 1966. Udíleno bylo za zvláštní osobní úspěchy a osobní obětavost při ochraně NDR.[83]
- Zasloužilý příslušník Národní lidové armády (Verdienter Angehöriger der Nationalen Volksarmee) – Toto vyznamenání bylo založeno dne 20. února 1976. Udíleno bylo za vynikající výsledky a zásluhy vedoucí ke zvýšení bojové připravenosti a efektivity.[84]
- Zasloužilý příslušník pohraniční stráže Německé demokratické republiky (Verdienter Angehöriger der Grenztruppen der Deutschen Demokratischen Republik) – Toto vyznamenání bylo založeno dne 14. listopadu 1975. Udíleno bylo za vynikající výsledky a zásluhy.[84]
- Zasloužilý příslušník civilní obrany Německé demokratické republiky (Verdienter Angehöriger der Zivilverteidigung der Deutschen Demokratischen Republik) – Toto vyznamenání bylo založeno dne 25. října 1977. Udíleno bylo za vynikající výsledky a zvláštní zásluhy a za mnoho let příkladného plnění povinností při zvyšování operační připravenosti.[85]
- Zasloužilý aktivista (Verdienter Aktivist) – Toto vyznamenání bylo založeno dne 1. listopadu 1953. Udíleno bylo za vynikající zlepšení ve výrobě, v technologii nebo v oblasti bezpečnosti práce.[86]
- Zasloužilý lidový lékař (Verdienter Arzt des Volkes) – Toto vyznamenání bylo založeno dne 31. března 1949. Udíleno bylo za významné a mimořádné úspěchy ve vědeckém výzkumu, v lékařské praxi, v organizaci ochrany zdraví, při výuce na univerzitách a lékařských fakultách a ve vzdělávání zdravotnického personálu.[87]
- Aktivistický odznak státních podniků (Aktivistenabzeichen der volkseigenen Betriebe) – Toto vyznamenání bylo založeno po roce 1949. Jeho nositelé byli označováni také jako aktivisté dvouletého plánu. Vyznamenání je považováno za předchůdce čestného titulu Zasloužilý aktivista. Odznak byl udílen lidem, kteří se po delší dobu podíleli na budování socialismu a NDR.[88]
- Aktivistický odznak stanic půjčoven strojů (Aktivistenabzeichen der Maschinen-Ausleih-Stationen) – Toto vyznamenání bylo založeno po roce 1949.[88]
- Zasloužilý lidový učitel (Verdienter Lehrer des Volkes) – Toto vyznamenání bylo založeno dne 31. ledna 1949. Udíleno bylo učitelům a dalším pedagogickým pracovníkům za profesionální úspěchy ve smyslu socialistické výchovy a vzdělávání mladých lidí v souvislosti s příkladným zapojením se do politické a sociální činnosti.
- Zasloužilý vynálezce (Verdienter Erfinder) – Toto vyznamenání bylo založeno dne 19. dubna 1950. Udíleno bylo za vynikající úspěchy v oblasti racionalizace a invence při zavádění vědeckého a technického pokroku, který vedl ke zvyšování produktivity práce.[10]
- Brigáda vynikající kvality (Brigade der ausgezeichneten Qualität) – Poprvé byl tento čestný titul udělen dne 14. června 1950.[89]
- Brigáda nejvyšší kvality (Brigade der besten Qualität) – Tento čestný titul byl založen dne 19. dubna 1950.[90]
- Zasloužilý horník Německé demokratické republiky (Verdienter Bergmann der Deutschen Demokratischen Republik) – Poprvé byl tento čestný titul udělen dne 10. srpna 1950. Udílen byl za mimořádné ekonomicky významné úspěchy v těžbě, pokud vedly ke zvýšení produktivity práce.[90]
- Mistr řemeslník (Meisterhauer) – Tento čestný titul byl založen dne 10. srpna 1950.[91]
- Zasloužilý pracovník železnic Německé demokratické republiky (Verdienter Eisenbahner der Deutschen Demokratischen Republik) – Toto vyznamenání bylo založeno dne 9. října 1950. Udíleno bylo za příkladnou a disciplinovanou práci na posílení moci dělníků a rolníků v NDR a také za rozhodnou podporu zavádění nových technologií na železnici a jejich dalšího rozvoje.[91]
- Velký lidový vědec (Hervorragender Wissenschaftler des Volkes) – Toto vyznamenání bylo založeno dne 8. listopadu 1951.[92]
- Zasloužilý lidový technik (Verdienter Techniker des Volkes) – Toto vyznamenání bylo založeno dne 8. listopadu 1951. Udíleno bylo pracujícím lidem, kteří vynikli v technologické oblasti.[10]
- Mistr budovatel (Meisterbauer) – Toto vyznamenání bylo založeno v roce 1951. Udílen byl zemědělcům, kteří se podíleli na zvyšování zemědělské produkce nebo na plnění či překračování národohospodářského plánu. Tento čestný titul byl zrušen dne 28. dubna 1960.
- Zasloužilý chovatel (Verdienter Züchter) – Toto vyznamenání bylo založeno dne 10. dubna 1952. Udíleno bylo za vynikající výsledky v oblasti chovu zvířat a pěstování rostlin.[93]
- Zasloužilý zvěrolékař Německé demokratické republiky (Verdienter Tierarzt der Deutschen Demokratischen Republik) – Toto vyznamenání bylo založeno dne 25. května 1976 a nahradilo čestný titul Zasloužilý veterinář, který byl založen dne 27. listopadu 1952.[93]
- Zasloužilý mistr (Verdienter Meister) – Toto vyznamenání bylo založeno dne 1. listopadu 1953. Udílen byl předním ekonomům, kteří prokázali vynikající úspěchy ve svém specializovaném oboru při plnění národohospodářských plánů či při provádění vědeckého a technologického pokroku.[94]
- Nejlepší mistr (Bester Meister) – Toto vyznamenání bylo založeno dne 1. listopadu 1953. Udílen byl všem mistrům ve výrobě, kteří nejméně šest měsíců po sobě jdoucích obhájili titul nejlepšího mistra společnosti.[95]
- Aktivista pětiletého plánu (Aktivist des Fünfjahrplanes) – Toto vyznamenání bylo založeno dne 1. listopadu 1953. Udíleno bylo nejlepším dělníkům, mistrům, technikům a inženýrům státních podniků NDR.[96]
- Brigáda kolektivní aktivistické práce (Brigade der kollektiven Aktivistenarbeit) – Toto vyznamenání bylo založeno dne 1. listopadu 1953. Udíleno bylo socialistickým brigádám, které byly po dlouhou dobu v popředí socialistické soutěže ve společnosti za plnění či překročení národohospodářských plánů.[97]
- Vynikající družstvo (Hervorragender Genossenschaftler) – Toto vyznamenání bylo založeno dne 18. února 1954. Udíleno bylo členům zemědělských a zahradnických výrobních družstev, ale také výrobních družstev vnitrozemského, mořského a pobřežního rybolovu, za rozvoj svého družstva a budování socialismu v zemědělství.[98]
- Brigáda vynikajícího výkonu (Brigade der hervorragenden Leistung) – Toto vyznamenání bylo založeno dne 18. února 1954. Udíleno bylo brigádám zemědělských družstev, ale také rybářům, za přínos k upevňování organizace práce a pracovní kázně stejně jako za kolektivní praocnví úspěchy.[99]
- Mistr sportu (Meister des Sports) – Tento čestný titul byl založen roku 1954.
- Zasloužilý mistr sportu (Verdienter Meister des Sports) – Tento čestný titul byl založen roku 1953 a v roce 1954 se stal státním vyznamenáním.
- Vynikající brigáda mládeže Německé demokratické republiky (Hervorragende Jugendbrigade der Deutschen Demokratischen Republik) – Toto vyznamenání bylo založen dne 9. června 1955. Udíleno bylo mládežnickým brigádám a kolektivům mládeže, kteří měli vynikající pracovní výsledky v politickém, hospodářském a kulturním rozvoji NDR.[100]
- Brigáda socialistické práce (Brigade der sozialistischen Arbeit) – Toto vyznamenání bylo založeno dne 6. srpna 1959. Udíleno bylo výrobním brigádám.[101]
- Společenství socialistické práce (Gemeinschaft der sozialistischen Arbeit) – Toto vyznamenání bylo založeno dne 28. dubna 1960. Udílen byl komunitám v oblasti správy za významný přínos k podpoře technického pokroku.[102]
- Mistr stavitel družstevní výroby (Meisterbauer der genossenschaftlichen Produktion) – Toto vyznamenání bylo založeno dne 28. dubna 1960 a nahradilo předchozí čestný titul Mistr budovatel. Čestný titul byl udílen za zvláštní úspěchy v socialistické soutěži v zemědělství, především za zvýšení produkce v této oblasti.[103]
- Vynikající mladý aktivista (Hervorragender Jungaktivist) – Toto vyznamenání bylo založeno dne 28. dubna 1960. Udílena byla lidem mladším 26 let za příkladné chování.[104]
- Aktivista sedmiletého plánu (Aktivist des Siebenjahrplanes) – Toto vyznamenání bylo založeno dne 12. května 1960 a nahradilo předchozí čestný titul Aktivista pětiletého plánu.[104]
- Kolektiv socialistické práce (Kollektiv der sozialistischen Arbeit) – Toto vyznamenání bylo založeno dne 15. března 1960. Udílena byla za vysokou produkci, zvláštní úspěchy v socialistické komunitní práci a za úspěchy v socialistické soutěži.[105]
- Zasloužilý námořník (Verdienter Seemann) – Toto vyznamenání bylo založeno dne 1. července 1965. Udíleno bylo zaměstnancům námořní dopravy a od roku 1968 také zaměstnancům hlubinného rybolovu.[106]
- Podnik socialistické práce (Betrieb der sozialistischen Arbeit) – Toto vyznamenání bylo založeno dne 6. března 1969.[81]
- Aktivista socialistické práce (Aktivist der sozialistischen Arbeit) – Toto vyznamenání bylo založeno dne 28. července 1969. Nahradil předchozí čestné tituly Aktivista pětiletého plánu, Aktivista sedmiletého plánu a Medaili za vynikající výkon.[107]
- Zasloužilý pracovník celní správy Německé demokratické republiky (Verdienter Mitarbeiter der Zollverwaltung der Deutschen Demokratischen Republik) – Toto vyznamenání bylo založeno dne 13. března 1972.[108]
- Zasloužilý stavební dělník Německé demokratické republiky (Verdienter Bauarbeiter der Deutschen Demokratischen Republik) – Toto vyznamenání bylo založeno dne 5. října 1972. Udíleno bylo za vynikající výsledky při řešení ekonomických úkolů ve stavebnictví a za zvláštní zásluhy a iniciativu v socialistické soutěži.[108]
- Zasloužilý pracovník v energetice Německé demokratické republiky (Verdienter Energiearbeiter der Deutschen Demokratischen Republik) – Toto vyznamenání bylo založeno dne 30. ledna 1975.[82]
- Zasloužilý hutník Německé demokratické republiky (Verdienter Metallurge der Deutschen Demokratischen Republik) – Toto vyznamenání bylo založeno dne 30. ledna 1975. Udíleno bylo za vynikající výsledky při řešení ekonomických úkolů v metalurgii.[109]
- Zasloužilý chemický pracovník Německé demokratické republiky (Verdienter Chemiearbeiter der Deutschen Demokratischen Republik) – Toto vyznamenání bylo založeno dne 30. ledna 1975. Udíleno bylo za vynikající výsledky v chemickém průmyslu.[110]
- Zasloužilý pracovník v kovovýrobě Německé demokratické republiky (Verdienter Metallarbeiter der Deutschen Demokratischen Republik) – Toto vyznamenání bylo založeno dne 30. ledna 1975. Udíleno bylo za plnění vysokých cílů v ročním plánu a také za vynikající výsledky ve vědecké a technické oblasti.[110]
- Zasloužilý pracovník lehkého, potravinářského a výživového průmyslu Německé demokratické republiky (Verdienter Werktätiger des Verkehrswesens der Deutschen Demokratischen Republik) – Toto vyznamenání bylo založeno dne 30. ledna 1975. Udíleno bylo za vynikající výsledky při plnění a překračování plánovaných úkolů v lehkém, potravinářském a výživovém průmyslu.[110]
- Zasloužilý pracovník dopravy Německé demokratické republiky (Verdienter Werktätiger des Verkehrswesens der Deutschen Demokratischen Republik) – Toto vyznamenání bylo založeno dne 30. ledna 1975. Udíleno je za plnění a překračování plánovaných úkolů v oblasti dopravy, které mělo za následek zvýšení produktivity a zvýšení efektivity.[111]
- Zasloužilý zaměstnanec obchodu Německé demokratické republiky (Verdienter Mitarbeiter des Handels der Deutschen Demokratischen Republik) – Toto vyznamenání bylo založeno dne 30. ledna 1975. Udíleno bylo za zvláštní zásluhy a iniciativu v oblasti hospodářské soutěže, stejně jako za vědecký a technický pokrok a za hospodářskou integraci a socialistickou racionalizaci v domácím i zahraničním obchodu.[111]
- Zasloužilý pracovník v oblasti domácích a komunálních služeb Německé demokratické republiky (Verdienter Werktätiger des Bereiches der haus- und kommunalwirtschaftlichen Dienstleistungen der Deutschen Demokratischen Republik) – Toto vyznamenání bylo založeno dne 30. ledna 1975. Udíleno bylo za vynikající výsledky při řešení ekonomických úkolů v oblasti služeb pro domácnosti a komunálních služeb.[110]
- Zasloužilý pracovník poštovního a telekomunikačního systému Německé demokratické republiky (Verdienter Werktätiger des Post- und Fernmeldewesens der Deutschen Demokratischen Republik) – Toto vyznamenání bylo založeno dne 30. ledna 1975. Udíleno bylo za vynikající výsledky při řešení ekonomických úkolů v poštovních a telekomunikačních službách.[112]
- Zasloužilý univerzitní pedagog Německé demokratické republiky (Verdienter Hochschullehrer der Deutschen Demokratischen Republik) – Toto vyznamenání bylo založeno dne 13. února 1975. Udíleno bylo za vynikající služby v oblasti vzdělávání a odborné přípravy akademického kádru NDR.[113]
- Zasloužilý družstevní zemědělec Německé demokratické republiky (Verdienter Genossenschaftsbauer der Deutschen Demokratischen Republik) – Toto vyznamenání bylo založeno dne 28. dubna 1977. Udíleno bylo za mimořádné úspěchy při řešení ekonomických úkolů v zemědělství a také za zvláštní zásluhy a iniciativu v socialistické soutěži.[114]
- Zasloužilý pracovník v zemědělství a lesnictví Německé demokratické republiky (Verdienter Werktätiger der Land- und Forstwirtschaft der Deutschen Demokratischen Republik) – Toto vyznamenání bylo založeno dne 28. dubna 1977.[90]
- Zasloužilý kosmonaut Německé demokratické republiky (Fliegerkosmonaut der Deutschen Demokratischen Republik) – Toto vyznamenání bylo založeno dne 13. března 1978 podle vzoru sovětského čestného titulu Letec-kosmonaut Sovětského svazu. Udílen byl za vynikající výsledky při účastni na vesmírných letech s lidskou posádkou, které posloužily NDR a lidstvu obecně.[85]
- Zasloužilý zaměstnanec plánovacích orgánů Německé demokratické republiky (Verdienter Mitarbeiter der Planungsorgane der Deutschen Demokratischen Republik) – Toto vyznamenání bylo založeno dne 30. listopadu 1978. Udíleno bylo za vynikající výsledky při přípravě a provádění národních hospodářských plánů.[115]
- Zasloužilý zaměstnanec finančního oddělení Německé demokratické republiky (Verdienter Mitarbeiter des Finanzwesens der Deutschen Demokratischen Republik) – Toto vyznamenání bylo založeno dne 30. listopadu 1978. Udíleno bylo za vynikající výsledky při dosahování vysokých hospodářských výsledků.[116]
- Zasloužilý právník Německé demokratické republiky (Verdienter Jurist der Deutschen Demokratischen Republik) – Toto vyznamenání bylo založeno roku 1979. Udíleno bylo za upevňování socialistického zákonodárství a mnohaletou práci při výkonu prosazování spravedlnosti.[117]
- Zasloužilý vodohospodář Německé demokratické republiky (Verdienter Wasserwirtschaftler der Deutschen Demokratischen Republik) – Toto vyznamenání bylo založeno roku 1979. Udílen byl za vynikající výkon při řešení ekonomických problémů vodního hospodářství.[118]
- Zasloužilý lidový kontrolor Německé demokratické republiky (Verdienter Volkskontrolleur der Deutschen Demokratischen Republik) – Toto vyznamenání bylo založeno roku 1981.
- Zasloužilý pracovník ve zdravotnictví (Verdienter Mitarbeiter des Gesundheitswesens) – Toto vyznamenání bylo založeno dne 17. ledna 1985. Udíleno bylo za mnohaletý vynikající výkon a příkladné nasazení v socialistických zdravotnických a sociálních službách.[119]

## Rezortní vyznamenání a vyznamenání dalších organizací

### Ministerstvo národní obrany

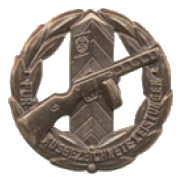
Odznak za úspěch pohraničních jednotek

Ministerstvo národní obrany NDR udílelo nestátní resortní vyznamenání, která byla udílena především jako uznání vynikajících úspěchy v oblasti vzdělávání.
- Medaile za zásluhy v záloze (Medaille für Verdienste in der Reservistenarbeit) – Tato medaile byla založena dne 28. května 1985. Udílena byla záložákům a jejich veteránům za vynikající služby v oblasti rozvoje a řízení zálohy, aniž byli nasazeni v boji.[120]
- Odznak rezervistů (Reservistenabzeichen) – Toto vyznamenání bylo založeno dne 5. listopadu 1965. Udílena byla za odsloužená léta po odchodu z aktivní služby.
- Pamětní medaile 30. výročí Národní lidové armády (Jubiläumsmedaille 30 Jahre Nationale Volksarmee) – Tato medaile byla založena dne 1. března 1986.[121]
- Odznak za úspěch Národní lidové armády (Leistungsabzeichen der Nationalen Volksarmee) – Toto vyznamenání bylo založeno dne 1. ledna 1978. Udíleno bylo za příkladný výkon.[122]
- Odznak za služební kariéru Národní lidové armády (Dienstlaufbahnabzeichen der Nationalen Volksarmee) – Toto vyznamenání bylo založeno dne 22. června 1957.[123]
- Schützenschnur der Nationalen Volksarmee – Toto vyznamenání bylo založeno dne 22. června 1957.[124]
- Odznak 2. výročí Národní lidové armády (Abzeichen zum 2. Jahrestag der NVA) – Toto vyznamenání bylo založeno roku 1958.[125]
- Klasifikační odznak Národní lidové armády (Klassifizierungsabzeichen) – Toto vyznamenání bylo založeno roku 1958.[126]
- Odznak za úspěch pohraničních jednotek (Leistungsabzeichen der Grenztruppen) – Toto vyznamenání bylo založeno dne 12. července 1962.[127]
- Odznak absolventa (Absolventenabzeichen) – Toto vyznamenání bylo založeno roku 1961.[128]
- Čestný odznak Armádní sportovní asociace „Vpřed“ (Ehrennadel der Armeesportvereinigung „Vorwärts“) – Toto vyznamenání bylo založeno roku 1963.[129]
- Vojenský nejlepší odznak Německé demokratické republiky (Militärisches Bestenabzeichen der Deutschen Demokratischen Republik) – Toto vyznamenání bylo založeno roku 1964. Udíleny byly za zvláštní úspěchy.[130]
- Odznak za seskok padákem (Fallschirmsprungabzeichen) – Toto vyznamenání bylo založeno dne 22. prosince 1966.[131]
- Odznak 10. výročí Národní lidové armády (Abzeichen zum 10. Jahrestag der NVA) – Toto vyznamenání bylo založeno roku 1966 při příležitosti desátého výročí Národní lidové armády.[130]
- Odznak za bojový sport Národní lidové armády (Kampfsportnadel der Nationalen Volksarmee) – Toto vyznamenání bylo založeno dne 1. června 1966.[132]
- Vojenský sportovní odznak Národní lidové armády (Militärsportabzeichen) – Toto vyznamenání bylo založeno dne 15. listopadu 1968.[133]
- Čestný odznak za zásluhy o socialistické vojenské vzdělávání (Ehrennadel für Verdienste in der sozialistischen Wehrerziehung) – Toto vyznamenání bylo založeno dne 7. července 1975.[134]
- Odznak 20. výročí Národní lidové armády (Abzeichen zum 20. Jahrestag der NVA) – Toto vyznamenání bylo založeno roku 1976.[135]
- Čestný odznak za speciální úspěchy při myslivosti Národní lidové armády (Ehrennadel für besondere Leistungen im Jagdwesen der NVA) – Toto vyznamenání bylo založeno dne 24. března 1977.[136]
- Odznak pro příslušníky Jagdgesellschaff Národní lidové armády (Abzeichen für die Mitglieder der Jagdgesellschaft der NVA) – Toto vyznamenání bylo založeno dne 24. března 1977.[137]
- Odznak 25. výročí Národní lidové armády (Abzeichen zum 25. Jahrestag der NVA) – Toto vyznamenání bylo založeno roku 1981.[135]
- Odznak za Velkou plavbu (Abzeichen für Große Fahrt) – Toto vyznamenání bylo založeno dne 27. května 1981.[138]
- Odznak 30. výročí Národní lidové armády (Abzeichen zum 30. Jahrestag der NVA) – Toto vyznamenání bylo založeno roku 1986.[135]

### Ministerstvo vnitra
- Odznak absolventa (Absolventenabzeichen) – Toto vyznamenání bylo založeno podle sovětského vzoru.[139]
- Nejlepší odznak (Bestenabzeichen)
- Odznak za „příkladnou práci“ (Abzeichen für „Vorbildliche Arbeit“)
- Klasifikační spona (Klassifizierungsspange)
- Pamětní odznak 25. výročí lidové policie (Erinnerungsabzeichen „25 Jahre Volkspolizei“) – Toto vyznamenání bylo založeno dne 1. července 1970.[93]
- Odznak za bojový sport (Kampfsportabzeichen) – Toto vyznamenání bylo založeno roku 1972.[140]
- Pamětní odznak 40. výročí lidové policie (Erinnerungsabzeichen „40 Jahre Volkspolizei“) – Toto vyznamenání bylo založeno dne 1. července 1985.

### Ministerstvo lidového školství

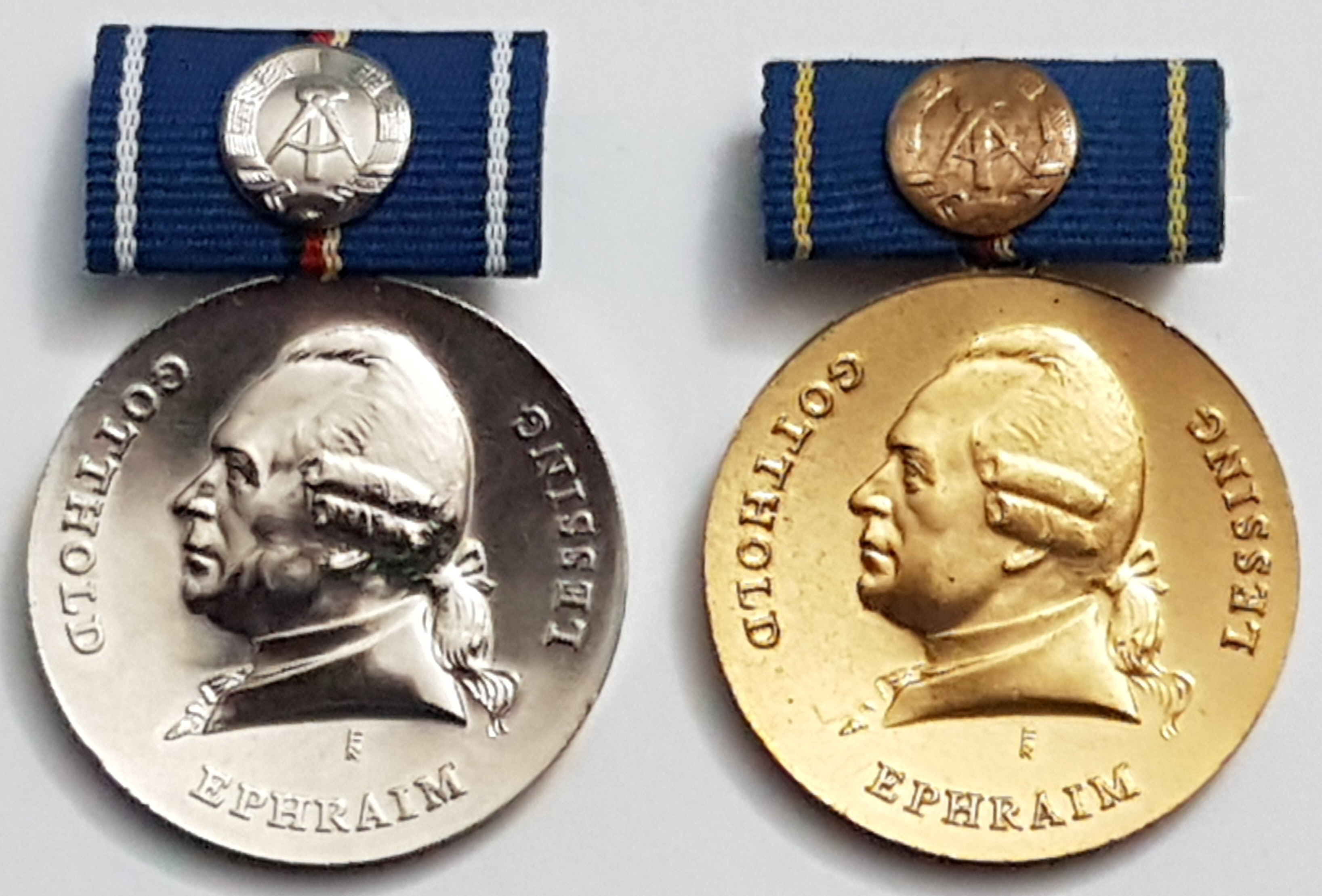
Lessingova medaile

- Lessingova medaile (Lessing Medaille) – Tato medaile byla založena dne 28. dubna 1950. Udílena byla za vynikající výkon a velmi dobrou sociální a mimoškolní práci.[141]
- Čestný odznak ministerstva lidového školství (Ehrennadel des Ministeriums für Volksbildung) – Tato medaile byla založena dne 28. března 1963.[141]
- Čestný odznak za službu v socialistickém školství (Ehrennadel für Verdienste im sozialistischen Bildungswesen) – Tato medaile byla založena dne 1. prosince 1973.[141]

### Bojové skupiny dělnické třídy NDR

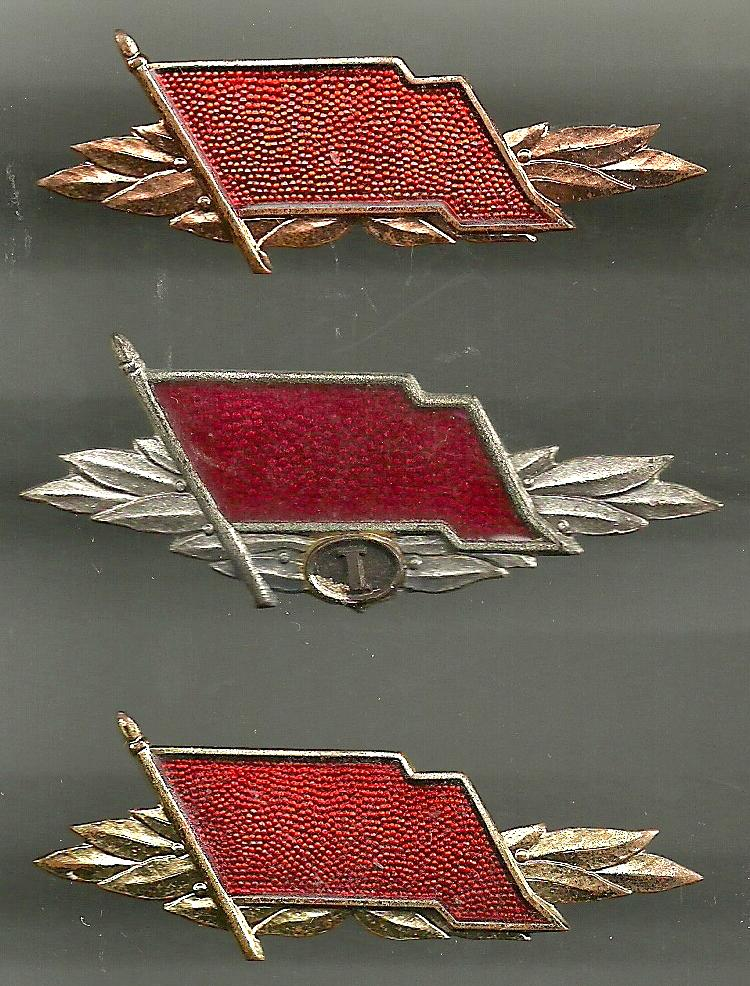
Nejlepší odznak bojových skupin

- Nejlepší odznak bojových skupin (Bestenabzeichen der Kampfgruppen) – Toto vyznamenání bylo udíleno za zvláštní úspěchy bojových skupin dělnické třídy NDR.[142]
- Střelecký odznak bojových skupin (Schießabzeichen der Kampfgruppen)[142]
- Pamětní medaile 20. výročí bojových skupin dělnické třídy (Erinnerungsmedaille 20 Jahre Kampfgruppen der Arbeiterklasse) – Tato medaile byla založena v září 1973. Udělena byla zasloužilým členům těchto skupin.[143]

### Společnost pro sport a technologie
- Medaile Ernsta Schnellera (Ernst-Schneller-Medaille) – Tato medaile byla založena v roce 1961. Udílena byla za vynikající služby v oblasti vzdělávání mládeže v obranné pohotovosti.

### Svobodná německá mládež
- Medaile Artura Beckera (Artur-Becker-Medaille) – Tato medaile byla založena v roce 1959. Udílena byla za vynikající výsledky v socialistickém svazu mládeže.
- Thälmannova medaile (Thälmann-Medaille) – Tato medaile byla založena dne 15. srpna 1951. Udělena byla všem účastníkům mírové demonstrace Svobodné německé mládeže.

### Sjednocená socialistická strana Německa
- Medaile 20. výročí NDR (Medaille zum 20. Jahrestag der DDR) – Tato medaile byla založena v roce 1969. Udělena byla členům Německé socialistické strany a čestným hodnostářům.